# Король бійців (фільм)
Король бійців — науково-фантастичний фільм про бойові мистецтва 2010 року, знятий Гордоном Чаном за сценарієм Ріти Августин і Метью Райана Фішера, заснований на однойменній серії відеоігор від SNK.

## Про фільм
«The King of Fighters» — це турнір, що проводиться в альтернативному вимірі. Коли учасникам ставлять завдання, вони входять у турнір через спеціальну Bluetooth-гарнітуру.
Кожен зустрічний — потенційний ворог, нікому не можна довіряти; виживає найсильніший. Здійнятися над натовпом та перемогти є можливим лише досягнувши досконалості в мистецтві бою. Довести перевагу доведеться в надзвичайно жорстокому поєдинку. У більшості учасників шансів на виживання не буде.

## Знімались
| Актор           | Роль          |
| --------------- | ------------- |
| Меггі К'ю       | Мей Сірануй   |
| Шон Феріс       | Кво Кусанагі  |
| Вілл Юн Лі      | Іорі Ягамі    |
| Рей Парк        | Ругал         |
| Девід Літч      | Террі Богард  |
| Франсуаза Іп    | Чізуру Кагура |
| Хіро Канагава   | Кусанагі      |
| Берніс Лю       | Віце          |
| Монік Гандертон | Доросла       |
| Сем Гаргрейв    | Сем           |
| Майк Допуд      | агент         |